# Курбангалиев, Мухитдин Хафизитдинович

Курбангалиев М. Х. Уроки родного языка. — Казань: Татгосиздат, 1928.

Мухитди́н Хафизитди́нович Курбангали́ев (тат. Мөхетдин Хафиз улы Корбангалиев; 26 октября [7 ноября] 1873 или 7 ноября 1873, Биктово, Вятская губерния — 3 июня 1941, Казань) — татарский филолог и педагог, профессор (1930). Герой Труда (1928).
Один из организаторов системы народного образования в Татарии. Пропагандировал изучение русского языка татарами, разработал дидактические основы начального обучения в татарской школе и в системе образования взрослых, а также методику изучения татарского языка учащимися иных национальностей. Составил «Татарский букварь» (1912), который многократно переиздавался.

## Биография
Родился 26 ноября (7 декабря) 1873 года в деревне Биктово (ныне — Агрызского района Татарии)  в семье крестьянина Курбангалиева Хафизитдина. В семье помимо Мухутдина было два брата - Нуртдин, Сайфутдин, а также три сестры. У проф. М. Курбангаелива было четверо детей: двое детей от первого брака, двое от второго. Первая жена умерла от болезни очень рано. Первые двое детей стали известными врачами - профессор д.м.н., Салих Курбангалиев и врач-рентгенолог Мукаррама Курбангалиева. Двое других детей - Халима Курбангалиева  - профессор, доктор биологических наук, и сын Рустем Курбангалиев - ветеран ВОВ.
В 1895 году окончил Казанскую учительскую школу. Был учителем в сельских татарских школах.
С 1903 года преподавал в различных учебных заведениях Казани, заведовал кафедрой татарского языка в Казанском университете (с 1928 года). Сотрудничал с журналами «Мектеб» («Школа», с 1913) и «Магариф» («Просвещение», с 1918).
В 1928 году был назначен лектором татарского языка на факультет советского права. С 1930 по 1940 годы руководил межфакультетской кафедрой татарского языка, обеспечивающей преподавание татарского языка студентам разных специальностей.
С 1920-х годов работал над созданием методических пособий и занимался разработкой методики преподавания татарского языка для студентов. Он разработал учебник татарского языка, принимал участие в создании словарей татарского языка, школьных учебников, разработке научной терминологии и орфографии.
Умер 3 июня 1941 года в Казани.

## Награды
В 1928 году присвоено почётное звание Героя Труда, в 1940 году — почётное звание Заслуженного деятеля науки Татарской АССР.